# Polycentropus paprockii
Polycentropus paprockii – gatunek chruścika z rodziny przyocznicowatych i podrodziny Polycentropodinae.
Gatunek ten opisany został po raz pierwszy w 2011 roku przez Stevena W. Hamiltona i Ralpha W. Holzenthala na łamach „ZooKeys”. Jako lokalizację typową wskazano Rio Preto w Parque Estadual do Rio Preto w brazylijskim stanie Minas Gerais. Epitet gatunkowy nadano na cześć entomologa Henrique’a Paprockiego.
Chruścik o brązowym ciele i słomkowych odnóżach. Skrzydło przednie osiąga od 5 do 5,5 mm długości. Ubarwienie skrzydła jest brązowe z licznymi jasnymi łatkami. Odwłok samca ma prawie trójkątne w widoku bocznym, a w widoku brzusznym nieco kwadratowe ze słabo przewężonymi w tyle bokami oraz przeciętnie mocno wklęśniętym brzegiem tylnym dziewiąte sternum. Nie występuje przysadka pośrednia. Przysadka preanalna ma długi, u podstawy rozszerzony i u szczytu trójkątny wyrostek mezolateralny połączony szeroko podstawą z doogonowo skierowanym, szeroko-palcowatym wyrostkiem mezowentralnym tejże przysadki. Przysadka dolna jest w widoku bocznym długa, trójkątnawa, o krawędzi tylno-brzusznej poniżej płytkiego wykrojenia ogonowego zaostrzonej, niskiej i lekko pośrodku wykrojonej flance grzbietowo-bocznej, szerokim kolcu kaudalnomezalnym i szerokim, pośrodkowo umieszczonym, stępionym na szczycie kolcu mezowentralnym. Bardzo krótka fallobaza ma wąski wyrostek wierzchołkowo-brzuszny z dwoma szczytami, szeroki w widoku grzbietowym skleryt fallotremy, natomiast pozbawiona jest pasma zesklerotyzowanego endoteki. U-kształtny skleryt subfalliczny ma szeroką i krótką nóżkę oraz długie ramiona.
Owad neotropikalny, endemiczny dla Brazylii.